# Johan Neeskens

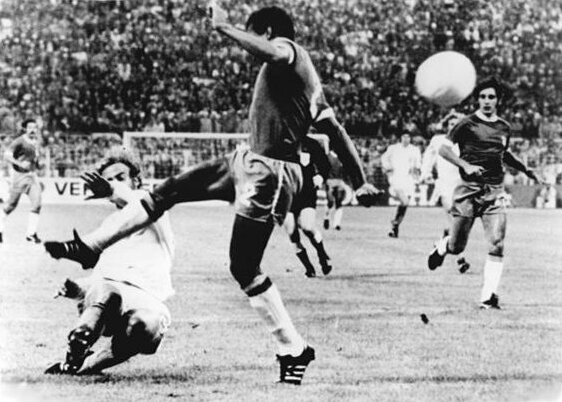
Johan Neeskens scoort tegen Brazilië tijdens het WK van 1974

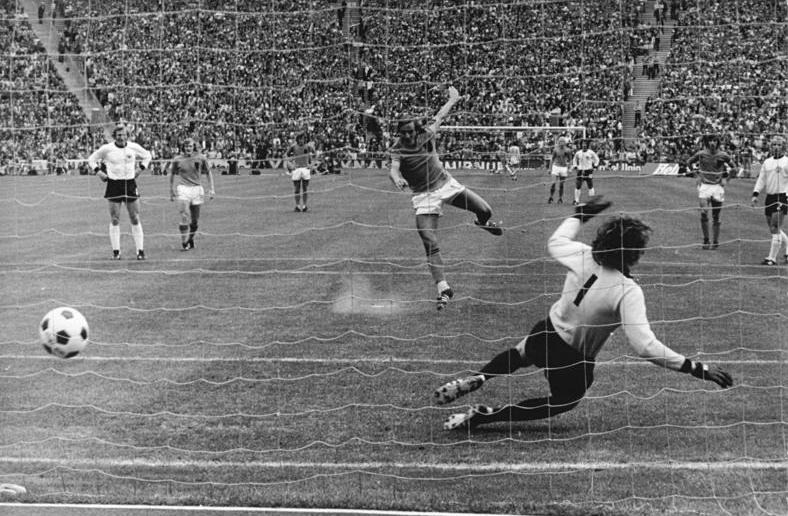
Neeskens maakt de 0-1 in de WK-finale tegen West-Duitsland in 1974

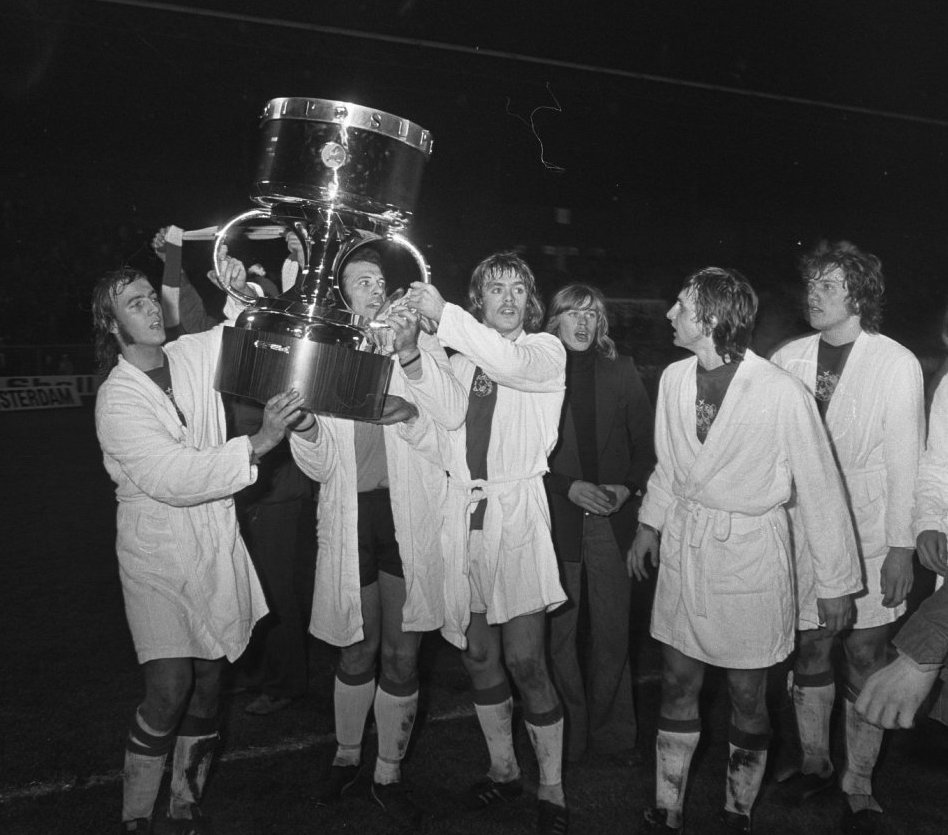
Ajax-spelers met geheel links Neeskens houden de tegen Glasgow Rangers gewonnen UEFA Super Cup 1972 omhoog (januari 1973).

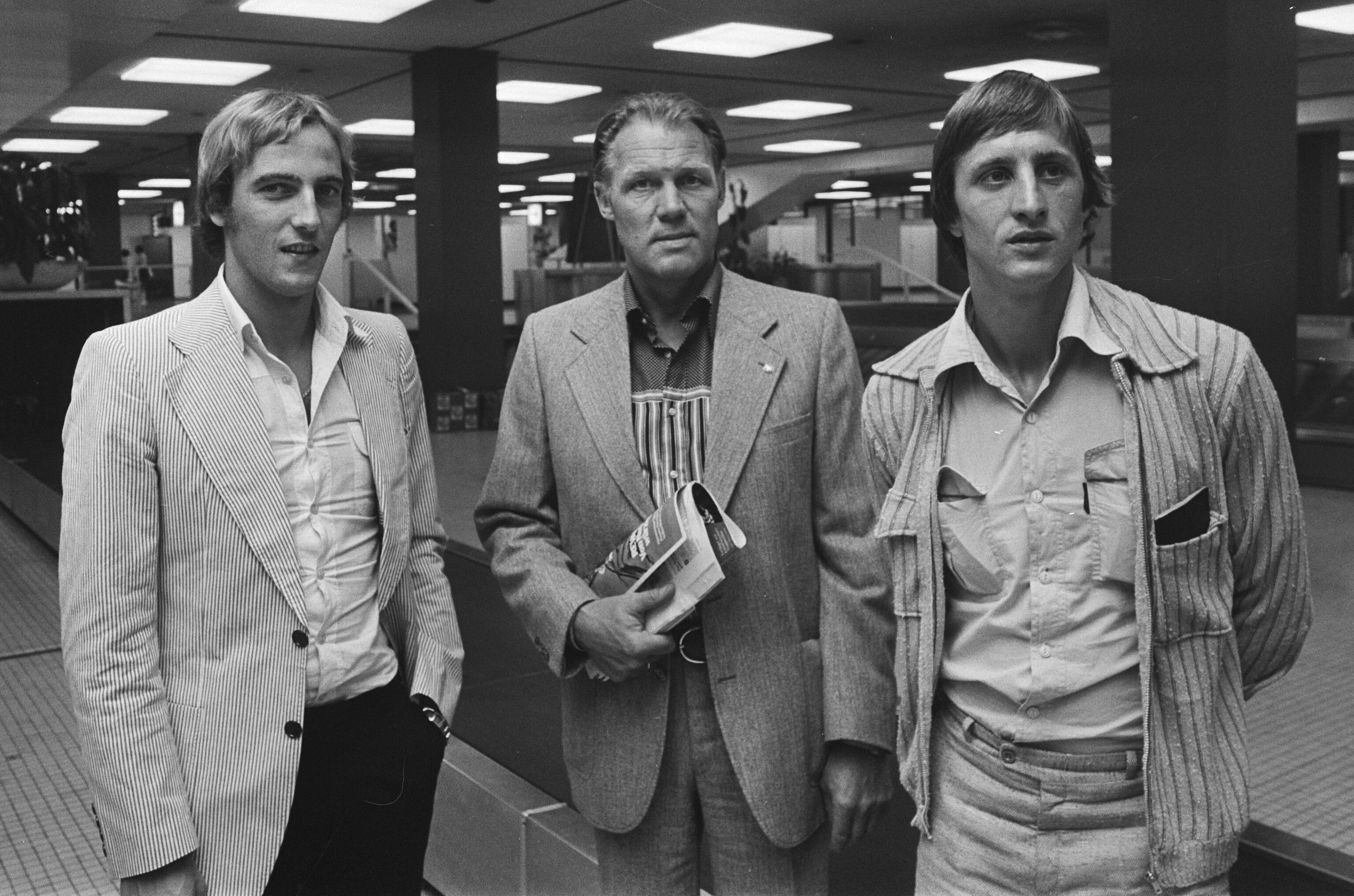
Drie van de bekendste namen uit het Nederlandse totaalvoetbal, Johan Neeskens, Rinus Michels en Johan Cruijff, in 1976

Johannes Jacobus (Johan) Neeskens (Heemstede, 15 september 1951 – Algerije, 6 oktober 2024) was een Nederlands profvoetballer en voetbaltrainer. Hij speelde onder andere bij Ajax en FC Barcelona. Als speler was hij internationaal erg succesvol. Met Ajax won hij driemaal de Europacup I, tweemaal de Europese Supercup, eenmaal de wereldbeker en met FC Barcelona eenmaal de Europacup II. Met het Nederlands elftal werd hij tweemaal WK-finalist en eenmaal derde op het EK.

## Biografie
Neeskens werd geboren in Heemstede. Op de lagere school, de Heemsteedse Dreefschool, ontpopte hij zich tijdens de jaarlijkse schoolsportdagen tot de
schrik van andere sportieve leerlingen. Neeskens bleek van alle sportieve markten thuis te zijn. Hij was onder andere een actief honkballer. Bij die sport kreeg hij de, later veel in het voetbal toegepaste, sliding onder de knie. Hij speelde bij honkbalclub RCH-Pinguins. Hij zat direct in het Nederlands juniorenteam, waarmee hij deelnam aan de Europese kampioenschappen 1967. Op dat EK werd hij uitgeroepen tot beste slagman.
Neeskens begon ook zijn voetballoopbaan bij RCH, waar hij in 1968 onder trainer Piet Peeman voor het eerste team in de Eerste divisie debuteerde en het honkbal vaarwel zei. Door Arie de Vroet werd hij vervolgens al snel voor de Nederlandse UEFA-jeugd geselecteerd. In 1970 werd hij voor ongeveer 300.000 gulden door Ajax overgenomen. Met Ajax won hij drie keer de Europacup I, twee keer de KNVB beker, werd twee keer landskampioen en won ook de wereldbeker voor clubteams. Met het Nederlands elftal behaalde hij twee keer zilver op het WK (1974 en 1978). In totaal speelde hij 49 interlands, waarin hij 17 keer scoorde. Hij werd befaamd om zijn strafschoppen, die hij zonder aarzelen met de punt van zijn kicks genadeloos hard en hoog in het doel joeg, vaak door het midden. Hij stond bekend om zijn hardheid, zijn 'jagen op de bal' en zijn hoge incasseringsvermogen.
Na de periode bij Ajax speelde hij van 1974 tot 1979 bij FC Barcelona, waar hij naast Johan Cruijff speelde, vandaar zijn bijnaam "Johan Segundo", dat "Johan de Tweede" betekent. Met Barcelona won hij een Copa del Rey en een Europacup II. Hij werd Spaans speler van het jaar in 1976. In datzelfde jaar haalde hij met het Nederlands elftal ook het brons op het EK 1976. Na zijn tijd bij Barcelona speelde Neeskens nog zes seizoenen bij New York Cosmos. In 1981 liet hij zich door bondscoach Kees Rijvers overhalen om terug te keren bij het Nederlands elftal. Tegen België werd met 3-0 gewonnen, maar tegen Frankrijk volgde een 2-0 verlies, waardoor Nederland zich niet plaatste voor het Wereldkampioenschap voetbal 1982. Hiermee kwam een definitief einde aan zijn interlandloopbaan.
Met Cosmos behaalde Neeskens in 1982 het landskampioenschap. Na Cosmos speelde hij bij FC Groningen aan het eind van het seizoen 1984/85. Dat liep uit op een kleine deceptie, ondanks een 1–3 uitzege tegen landskampioen Ajax en een vijfde plaats in de eindklassering. Hij had enige tijd nodig om fit te worden en speelde maar zeven wedstrijden, waarin hij niet scoorde. Hierbij dient te worden aangetekend dat hij op de positie "laatste man" speelde, terwijl Neeskens van origine een (verdedigende) middenvelder was. Vanaf 1986 speelde hij bij Fort Lauderdale Sun en bij FC Löwenbrau in de Verenigde Staten en nog drie seizoenen als speler/trainer bij het Zwitserse FC Baar. Zijn laatste seizoen als speler was bij FC Zug in 1990/91. Hij was toen veertig jaar. Daarna was hij twee seizoenen hoofdtrainer bij FC Zug en werd hij onder andere assistent-bondscoach bij het Nederlands elftal en hoofdtrainer bij NEC. Bij die laatste club werd hij in 2004 ontslagen na een dienstverband van bijna vijf jaar.
Neeskens was tijdens het WK 2006 assistent van Guus Hiddink bij Australië. Na het WK trad hij in dienst van FC Barcelona als assistent-trainer naast Frank Rijkaard. Vervolgens werd hij een jaar de bondscoach van het Nederlandse B-elftal en vanaf het seizoen 2009/10 was hij opnieuw de assistent van Rijkaard; dit keer bij het Turkse Galatasaray, tot oktober 2010. Medio 2011 werd hij trainer bij het Zuid-Afrikaanse Mamelodi Sundowns. Dat werd geen succes, hij is meerdere malen bedreigd door zijn eigen fans, begin december 2012 is hij ontslagen.
In 2001 richtte hij samen met zijn echtgenote de Stichting de Nees op, waarmee hij organisaties, die zich inzetten voor kinderen met een beperking of chronische ziekte, financieel ondersteunde. In 2013 werd de stichting, inmiddels de Johan Neeskens Foundation genoemd, opgeheven.
Neeskens overleed onverwachts op 6 oktober 2024 op 73-jarige leeftijd aan een hartstilstand. Op dat moment was hij voor het project KNVB WorldCoaches in Algerije.

## Gezinsleven
Neeskens was twee keer getrouwd en heeft uit deze huwelijken vier kinderen. Zijn zoon Armand Neeskens speelde in het seizoen 2011/12 twee wedstrijden voor SC Telstar. Zijn dochter Bianca is getrouwd met voetballer Ricky van Wolfswinkel.
De Amerikaans-Spaanse voetballer John Neeskens werd met regelmaat in de pers aangeduid als een zoon van Johan Neeskens en noemde hem ook zelf zijn vader. Dit is echter ontkend door Johan Neeskens.

## Boeken
In november 2017 kwam er een fotoboek uit over zijn voetballoopbaan, Johan Neeskens - wereldvoetballer. In 1990 verscheen de biografie Neeskens.

## Statistieken

### Loopbaan als speler
| Seizoen   | Club                        | Competitie       | Wedstrijden | Doelpunten |
| --------- | --------------------------- | ---------------- | ----------- | ---------- |
| 1968–1970 | RCH Heemstede               | Tweede divisie   | 68          | 1          |
| 1970–1974 | Ajax Amsterdam              | Eredivisie       | 116         | 29         |
| 1974–1979 | FC Barcelona                | Primera División | 141         | 35         |
| 1979–1984 | New York Cosmos             | NASL             | 107         | 20         |
| 1984–1985 | FC Groningen                | Eredivisie       | 7           | 0          |
| 1985–1986 | Kansas City Comets (indoor) | MILS             | 23          | 1          |
| 1986      | Fort Lauderdale Sun         | USL              | –           | –          |
| 1987      | FC Löwenbrau                | Amateurs         | –           | –          |
| 1987–1990 | 0FC Baar                    | 2. Liga          | 23          | 5          |
| 1990–1991 | 0FC Zug                     | 1. Liga          | 1           | 0          |

## Erelijst
| Competitie                 |        |                           |      |      |
| Competitie                 | Aantal | Jaren                     |      |      |
| Ajax                       | Ajax   | Ajax                      | Ajax | Ajax |
| -------------------------- | ------ | ------------------------- | ---- | ---- |
| Mondiaal                   |        |                           |      |      |
| Wereldbeker voor clubteams | 1x     | 1972                      |      |      |
| Internationaal             |        |                           |      |      |
| Europacup I                | 3x     | 1970/71, 1971/72, 1972/73 |      |      |
| Europese Supercup          | 2x     | 1972, 1973                |      |      |
| Nationaal                  |        |                           |      |      |
| Eredivisie                 | 2x     | 1971/72, 1972/73          |      |      |
| KNVB beker                 | 2x     | 1970/71, 1971/72          |      |      |
| FC Barcelona               |        |                           |      |      |
| Internationaal             |        |                           |      |      |
| Europacup II               | 1x     | 1978/79                   |      |      |
| Nationaal                  |        |                           |      |      |
| Copa del Rey               | 1x     | 1977/78                   |      |      |

| Competitie                     | Winnaar   | Winnaar   | Runner-up | Runner-up  | Derde     | Derde     |
| Competitie                     | Aantal    | Jaren     | Aantal    | Jaren      | Aantal    | Jaren     |
| Nederland                      | Nederland | Nederland | Nederland | Nederland  | Nederland | Nederland |
| ------------------------------ | --------- | --------- | --------- | ---------- | --------- | --------- |
| Wereldkampioenschap voetbal    |           |           | 2x        | 1974, 1978 |           |           |
| Europees kampioenschap voetbal |           |           |           |            | 1x        | 1976      |

Individueel als speler
| FIFA WK Zilveren Schoen                                        | 1x | 1974    |
| FIFA WK All-Star Team                                          | 1x | 1974    |
| FIFA 100                                                       | 1x | 2004    |
| Premio Don Balón (La Liga Buitenlands Voetballer van het Jaar) | 1x | 1975/76 |

## Loopbaan als trainer
| Periode   | Club              | Land        | Competitie            | Functie              |
| --------- | ----------------- | ----------- | --------------------- | -------------------- |
| 1987–1990 | FC Baar           | Zwitserland | 2. Liga               | Speler/trainer       |
| 1990–1993 | FC Zug            | Zwitserland | 1. Liga               | Speler/trainer       |
| 1993–1995 | FC Stäfa          | Zwitserland | 1. Liga               | Trainer              |
| 1995–1996 | FC Singen 04      | Duitsland   | Oberliga              | Trainer              |
| 1996–2000 | Nederland         | Nederland   | FIFA                  | Assistent-bondscoach |
| 2000–2004 | N.E.C.            | Nederland   | Eredivisie            | Hoofdtrainer         |
| 2005–2006 | Australië         | Australië   | FIFA                  | Assistent-bondscoach |
| 2006–2008 | FC Barcelona      | Spanje      | Primera División      | Assistent-trainer    |
| 2008–2009 | Nederland B       | Nederland   | FIFA                  | Bondscoach           |
| 2009–2010 | Galatasaray       | Turkije     | Süper Lig             | Assistent-trainer    |
| 2011–2012 | Mamelodi Sundowns | Zuid-Afrika | Premier Soccer League | Hoofdtrainer         |

## Vernoemingen
- De voetballer Neeskens Kebano is vernoemd naar Neeskens. Zijn vader, Nestor Kebano, is een groot bewonderaar van Johan Neeskens.
- Amsterdam vernoemde in 2005 de Johan Neeskensbrug in Park de Meer naar hem.